# 남유선
남유선(南有宣, 1985년 7월 23일 ~ )은 대한민국의 수영 선수이다.

## 학력
- 서울대학교 체육교육학 학사
- 고려대학교 대학원 운동생리학 석사과정

## 국가대표 경력
- 2000년 시드니 올림픽 수영 국가대표
- 2004년 아테네 올림픽 수영 국가대표
- 2006년 도하 아시안 게임 수영 국가대표
- 2008년 베이징 올림픽 수영 국가대표
- 2010년 광저우 아시안 게임 수영 국가대표
- 2014년 인천 아시안 게임 수영 국가대표
- 2016년 리우데자네이루 올림픽 수영 국가대표

## 수상 경력
- 2001년 동아시아 경기 대회 400m 개인혼영 동메달
- 2005년 제10회 조정순체육상 최우수선수상
- 2005년 동아시아 경기 대회 400m 개인혼영 은메달
- 2005년 동아시아 경기 대회 200m 개인혼영 동메달
- 2012년 제93회 전국체육대회 수영 여자일반부 개인혼영 400m 금메달
- 2012년 제93회 전국체육대회 수영 여자일반부 개인혼영 200m 은메달
- 2013년 제94회 전국체육대회 수영 여자일반부 개인혼영 400m 금메달
- 2013년 제94회 전국체육대회 수영 여자일반부 개인혼영 200m 동메달

## 은퇴 이후
2022 항저우 아시안 게임에서 MBC 해설을 맡았다.